# Petrus Beukers
Petrus Bernardus Beukers (Amsterdã, 9 de outubro de 1899 — 12 de abril de 1981) foi um velejador neerlandês, medalhista olímpico. Ele competiu nos Jogos Olímpicos de Verão de 1920 na classe Dinghy 12 pés e conquistou a medalha de prata ao lado de Arnoud van der Biesen.
Durante a segunda corrida uma das marcas estava à deriva e a corrida foi abandonada. Como os organizadores não tiveram tempo de refazer a regata naquela semana, as duas regatas restantes foram remarcadas para 3 de setembro daquele ano. Como as duas equipes eram holandesas, os organizadores solicitaram ao Comitê Olímpico dos Países Baixos que organizasse a corrida em Amsterdã.